# Igor Araújo
Igor Araújo (Patos de Minas, 6 de dezembro de 1980) é um lutador de artes marciais mistas brasileiro, que competiu nos maiores eventos de MMA do mundo, inclusive o UFC Ultimate Fighting Championship. Ele também foi participante do The Ultimate Fighter: Team Carwin vs. Team Nelson. Atualmente Igor Araujo ö responsável por sua própria academia de Jiujitsu na Suiça e tambem é treinador de futebol, no mesmo país. 

## Carreira no MMA
Igor fez sua primeira luta profissional no MMA em um evento no Brasil em 2004, vencendo por decisão unânime. Ele também lutou em vário eventos europeus como M-1 Global, KSW e Shooto Europa. Começando no fim de 2006, ele começou uma sequência de seis vitórias seguidas antes de ser derrotado duas vezes em quatro lutas em 2008. Ele novamente começou uma sequência de oito vitórias dois anos antes de perder para o campeão do M-1, Rashid Magomedov. Ele venceu três lutas seguidas em 2011.

### The Ultimate Fighter
Araújo entrou para o The Ultimate Fighter: Team Carwin vs. Team Nelson em 2012. Ele venceu sua luta de eliminação contra Cortez Coleman por finalização com um triângulo e foi o sétimo escolhido da Equipe Carwin. Ele derrotou nas quartas de final Nic Herron-Webb em uma decisão majoritária muito controversa. Ele então avançou as semifinais e enfrentou o eventual vencedor do reality, Colton Smith, quando ele encarou Smith na pesagem, Smith insultou sua mãe. Isso resultou na equipe de Araújo tendo que segurá-lo para evitar uma briga. Smith eventualmente venceu a luta por decisão unânime.

### Pós TUF
Após o programa, Araujo enfrentou novamente Herron-Webb, essa vez no Flawless FC. Ele venceu em uma decisão unânime e ganhou o título dos meio médios da promoção.

### Ultimate Fighting Championship
Ele então asinou com o UFC na metade de 2013. Ele fez sua estréia contra Ildemar Alcântara em 9 de Outubro de 2013 no UFC Fight Night: Maia vs. Shields. Apesar de ser o azarão para a luta, Igor foi capaz de vencer por decisão unânime.
Ele em seguida enfrentou Danny Mitchell em 8 de Março de 2014 no UFC Fight Night: Gustafsson vs. Manuwa e venceu por decisão unânime, estendendo sua sequência de vitórias para seis.
Igor enfrentou George Sullivan em 13 de Setembro de 2014 no UFC Fight Night: Pezão vs. Arlovski II e acabou sendo nocauteado no segundo round.
Após um tempo afastado devido a problemas de saúde de sua esposa, Igor retornou ao octógono para enfrentar Sean Strickland em 15 de Julho de 2015 no UFC Fight Night: Mir vs. Duffee. Ele foi derrotado por decisão unânime.

## Futebol
Igor Araujo atua paralelamente no futebol, desde 2018. Atualmente ele é treinador da equipe sub15 do FC Vernier, em Genebra na Suiça.

## Títulos
- Flawless FC
  - Título Meio Médio (Uma vez)

## Cartel no MMA
| Cartel no MMA   |             |            |
| 34 lutas        | 25 vitórias | 8 derrotas |
| Por nocaute     | 1           | 3          |
| Por finalização | 17          | 1          |
| Por decisão     | 7           | 4          |
| No contest      | 1           | 1          |

| Res.    | Cartel   | Oponente              | Método                           | Evento                                 | Data       | Round | Tempo | Local                 | Notas                                      |
| ------- | -------- | --------------------- | -------------------------------- | -------------------------------------- | ---------- | ----- | ----- | --------------------- | ------------------------------------------ |
| Derrota | 25-8 (1) | Sean Strickland       | Decisão (unânime)                | UFC Fight Night: Mir vs. Duffee        | 15/07/2015 | 3     | 5:00  | San Diego, California |                                            |
| Derrota | 25-7 (1) | George Sullivan       | Nocaute (socos)                  | UFC Fight Night: Pezão vs. Arlovski II | 13/09/2014 | 2     | 2:31  | Brasília              |                                            |
| Vitória | 25-6 (1) | Danny Mitchell        | Decisão (unânime)                | UFC Fight Night: Gustafsson vs. Manuwa | 08/03/2014 | 3     | 5:00  | Londres               |                                            |
| Vitória | 24-6 (1) | Ildemar Alcântara     | Decisão (unânime)                | UFC Fight Night: Maia vs. Shields      | 09/10/2013 | 3     | 5:00  | Barueri               |                                            |
| Vitória | 23-6 (1) | Nic Herron-Webb       | Decisão (unânime)                | Flawless 3: California Love            | 18/05/2013 | 5     | 5:00  | Inglewood, California | Ganhou o Título Meio Médio do Flawless FC. |
| Vitória | 22-6 (1) | Uriel Loutina         | Finalização (triângulo de braço) | WUFC: Memorial 7                       | 05/11/2011 | 2     | 4:10  | Martigny              |                                            |
| Vitória | 21-6 (1) | Ivica Truscek         | Finalização (mata leão)          | Lions FC                               | 15/10/2011 | 2     | 4:44  | Neuchatel             |                                            |
| Vitória | 20-6 (1) | Vitaliy Ostrovskiy    | Finalização (mata leão)          | Real Fight-FC                          | 25/03/2011 | 3     | 4:12  | Minsk                 |                                            |
| Derrota | 19-6 (1) | Rashid Magomedov      | Decisão (unânime)                | M-1 Challenge 21                       | 28/10/2010 | 3     | 5:00  | St. Petersburg        |                                            |
| Vitória | 19-5 (1) | Dejan Milosevic       | Finalização (chave de braço)     | SHC 3: Carmont vs. Zahariev            | 18/09/2010 | 1     | 2:50  | Geneva                |                                            |
| Vitória | 18-5 (1) | Raymond Jarman        | Decisão (unânime)                | Yamabushi: Combat Sport Night 6        | 01/05/2010 | 2     | 5:00  | Geneva                |                                            |
| Vitória | 17-5 (1) | Vaidas Valancius      | Finalização (triângulo de braço) | SHC 2: Battle For The Belt             | 10/04/2010 | 1     | 0:47  | Geneva                |                                            |
| Vitória | 16-5 (1) | Wilhelm Ott           | Finalização (triângulo de braço) | VFN: Faboulous Las Vegas               | 24/01/2010 | 1     | 1:42  | Viena                 |                                            |
| Vitória | 15-5 (1) | Karim Mammar          | Finalização (chave de braço)     | SHC 1: Angels or Demons                | 26/09/2009 | 1     | 4:50  | Geneva                |                                            |
| Vitória | 14-5 (1) | Michele Verginelli    | Decisão (majoritária)            | XC 1                                   | 18/06/2009 | 3     | 5:00  | Roma                  |                                            |
| Vitória | 13-5 (1) | Lopez Owonyebe        | Nocaute (joelhada)               | Yamabushi: Combat Sport Night 5        | 02/05/2009 | 1     | 1:29  | Geneva                |                                            |
| Vitória | 12-5 (1) | Vener Galiev          | Finalização (chave de braço)     | Universal Fighter                      | 12/12/2008 | 1     | 0:57  | Ufa                   |                                            |
| Derrota | 11-5 (1) | Jim Wallhead          | Nocaute Técnico (socos)          | M-1 Challenge 7                        | 27/09/2008 | 1     | 1:19  | Nottingham            |                                            |
| Derrota | 11-4 (1) | Vladimir Yushko       | Decisão (unânime)                | FEFoMP: WPC 2008                       | 24/05/2008 | 2     | 5:00  | Khabarovsk            |                                            |
| Vitória | 11-3 (1) | Islam Merzhaev        | Finalização (chave de braço)     | FEFoMP: WPC 2008                       | 24/05/2008 | 2     | 1:26  | Khabarovsk            |                                            |
| Vitória | 10-3 (1) | Sascha Kress          | Finalização (chave de braço)     | FFC: All or Nothing                    | 30/09/2007 | 1     | 0:42  | Leipzig               |                                            |
| Vitória | 9-3 (1)  | Apo Gatta Gome        | Finalização (chave de braço)     | Fight Fiesta: Deluxe 2                 | 15/09/2007 | 1     | N/A   | Luxemburgo            |                                            |
| Vitória | 8-3 (1)  | Bastiaan Rajen        | Decisão (unânime)                | UG 4: 20 Years Anniversary             | 02/09/2007 | 2     | 5:00  | Diepenveen            |                                            |
| Vitória | 7-3 (1)  | Marcin Krysztofiak    | Finalização (triângulo)          | FFL: Fight Fiesta de Luxe              | 02/06/2007 | 2     | 0:50  | Luxemburgo            |                                            |
| Vitória | 6-3 (1)  | Sascha Kress          | Finalização (chave de braço)     | FFC: Big Bad Boyz                      | 29/04/2007 | 1     | 3:30  | Leipzig               |                                            |
| Vitória | 5-3 (1)  | Tomas Sone            | Finalização (estrangulamento)    | Shooto Switzerland 5                   | 28/10/2006 | 1     | N/A   | Zurich                |                                            |
| Derrota | 4-3 (1)  | Krzysztof Kulak       | Finalização (mata leão)          | KSW 6: Konfrontacja                    | 14/10/2006 | 2     | 3:25  | Warsaw                |                                            |
| Derrota | 4-2 (1)  | Jean-François Lenogue | Nocaute Técnico (socos)          | WFC: Europe vs. Brazil                 | 20/05/2006 | 3     | 2:19  | Koper                 |                                            |
| NC      | 4-1 (1)  | Boris Jonstomp        | Sem Resultado                    | Championnat D'Europe                   | 06/05/2006 | 2     | 5:00  | Geneva                |                                            |
| Vitória | 4-1      | Hans Stringer         | Finalização (triângulo)          | Shooto Hooland: Playing With Fire      | 02/04/2006 | 1     | 1:27  | Ede                   |                                            |
| Vitória | 3-1      | Santa Rita            | Finalização (chave de joelho)    | Juiz de Fora: Fight 2                  | 16/04/2005 | 1     | 0:32  | Juiz de Fora          |                                            |
| Derrota | 2-1      | Edgard Castaldelli    | Decisão (unânime)                | Goiania Open Fight 1                   | 19/03/2005 | 3     | 5:00  | Goiânia               |                                            |
| Vitória | 2-0      | João Takeshita        | Finalização (chave de joelho)    | Goiania Open Fight 1                   | 19/03/2005 | 1     | 0:49  | Goiânia               |                                            |
| Vitória | 1-0      | Murilo Rosa Filho     | Decisão (unânime)                | Coliseu Tres Rios                      | 11/12/2004 | 3     | 5:00  | Belo Horizonte        |                                            |